# PK Park
A PK Park az Oregon Ducks baseballcsapatának otthona az Amerikai Egyesült Államok Oregon államának Eugene városában. Nyaranta a Minor Leauge-beli Eugene Emeralds használja.

## Kialakítása
Névadója az építkezésre jelentős összeget adományozó Patrick Kilkenny, az Oregoni Egyetem atlétikai igazgatója. A DLR Group által tervezett létesítmény háromezer ülőhelyes, teljes befogadóképessége négyezer fő. Az Autzen Stadion parkolójában kiépített helyen kivetítőt, büféket és VIP-lelátókat is kialakítottak. A Ducks baseballcsapata 1981-ig a Howe Sportpályát használta.
A pálya orientációja a baseballstadionoknál megszokott keleti-északkeleti helyett délkeleti-keleti.

## Mérkőzések

### Az első szezonok
Az alapkőletétel 2008. augusztus 15-én volt. 2009-ben kialakították a pályát és ideiglenes ülőhelyeket kihelyezve február 27-én 2277 néző előtt megtartották az első, Fresno State Bulldogs elleni mérkőzést. 2009–2010-ben kiépült az állandó lelátó. Az elkészült stadion első mérkőzésén, 2010. március 2-án a Ducks 2609 néző előtt 6–2-re legyőzte a Washington Huskiest.

### NCAA-bajnokságok
A stadionban rendezték a 2012-es, 2013-as és 2021-es regionális NCAA-bajnokságokat. A Ducks mindhárom játékot elveszítette.

## Fordítás
- Ez a szócikk részben vagy egészben  a   PK Park című angol Wikipédia-szócikk ezen változatának fordításán alapul.  Az eredeti cikk szerkesztőit annak laptörténete sorolja fel. Ez a jelzés csupán a megfogalmazás eredetét és a szerzői jogokat jelzi, nem szolgál a cikkben szereplő információk forrásmegjelöléseként.